# Tara (växt)
Tara (Caesalpinia spinosa) är en ärtväxtart som först beskrevs av Juan Ignacio Molina, och fick sitt nu gällande vetenskapliga namn av Carl Ernst Otto Kuntze. Tara ingår i släktet Caesalpinia och familjen ärtväxter. Inga underarter finns listade i Catalogue of Life. Den  växer vilt i Peru och Ecuador.
Fröskidorna är rika på tanniner, främst gallsyra och kinasyra, som används vid beredning av läder av hög kvalité och eftersom dessa tanniner är svagt färgade är de också lämpade till förbetning av bomull eller andra cellulosafibrer för växtfärgning. 
Av fröna görs tarakärnmjöl som i huvudsak består av polysackarider och är en livsmedelstillsats med E-nummer E 417. Det används i många livsmedel som förtjockningsmedel.

## Bildgalleri

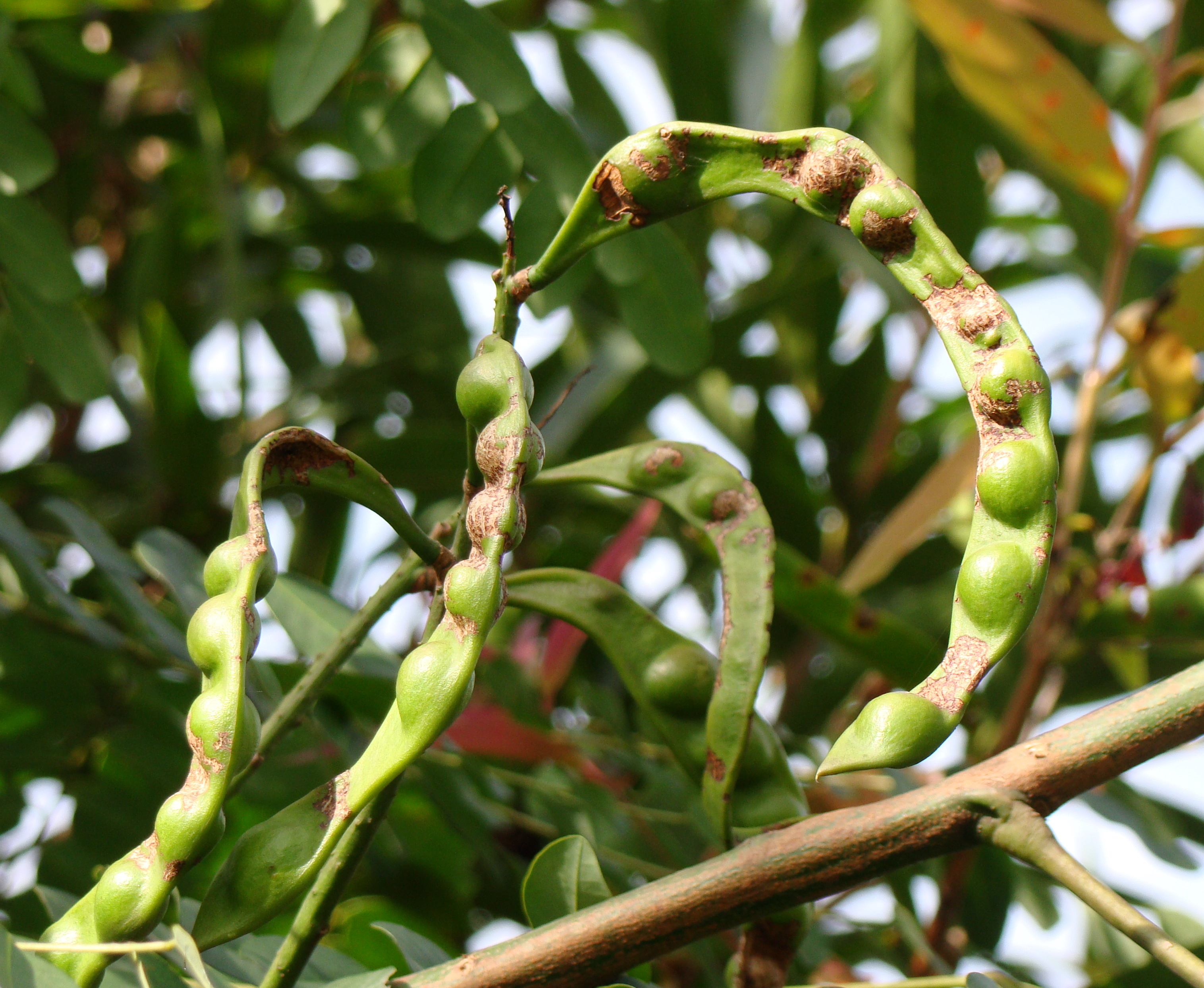